# Лапин, Анатолий Фёдорович
Анато́лий Фёдорович Ла́пин (латыш. Anatols Lapiņš, англ. Anatole Lapine; 23 мая 1930, Рига — 29 апреля 2012, Баден-Баден, Германия) — автомобильный дизайнер.

## Биография
Родился 23 мая 1930 года в г. Рига, Латвия. Семья родом из Риги. Отец был немец, в жилах матери текла русская кровь. Поэтому в семье говорили на русском, немецком, латышском. Когда началась Вторая мировая война,  семья решила бежать на Запад. Его родители  в 1939 году уехали сначала в Польшу, а потом в Германию.
После войны Лапин прошёл обучение по профессии автослесарь в компании Daimler-Benz в Гамбурге, а затем учился в Гамбургском автомобилестроительном институте.
В 1951 году он уехал в США, где годом позже начал работать в отделе предварительных разработок кузовов компании General Motors.
В 1965 году Лапин вернулся в Германию и взял на себя руководство научно-исследовательским центром компании Opel.
15 апреля 1969 года Лапин перешёл на работу в Porsche и стал начальником дизайнерского отдела. Наиболее известен его вклад в создание Porsche 928. Лапин принимал участие в работе над моделями 924 и 944, а также улучшал аэродинамику 911-й модели.
Находясь на пенсии, жил в Баден-Бадене.
Умер 29 апреля 2012 года в Баден-Бадене.

Анатолий Лапин работал над дизайном спортивных автомобилей Porsche на протяжении двух десятилетий. Как дизайнер, он не шёл на поводу у моды. Своими проектами он разрабатывал новые тенденции.— Михаэль Мауэр